# 海德·尤里烏斯
海德·尤里烏斯（荷蘭語：Hidde Jurjus；1994年2月9日—）是一位荷蘭足球運動員。在場上司職門將。現效力於德丙球隊烏丁根。他也代表荷蘭青年國家足球隊參賽。